# Tadighoust
Tadighoust (en àrab تاديغوست, Tādīḡūst; en amazic ⵜⴰⴷⵉⵖⵓⵙⵜ) és una comuna rural de la província d'Errachidia, a la regió de Drâa-Tafilalet, al Marroc. Segons el cens de 2014 tenia una població total de 6.243 persones.